# Denis Coppée
Pour les articles homonymes, voir Coppée.
Denis Coppée, né à Huy vers 1580 et mort vers 1630, est un  bourgeois, marchand et édile hutois, connu pour son activité de dramaturge et de poète.
Il est l'auteur de pièces religieuses et profanes.

## Biographie
Denis Coppée est fils de Martin Coppée et de Sophie de Hermalle, des marchands hutois. Il poursuit l'activité familiale et est admis dans plusieurs confréries de la ville, celle des drapiers (1603), des merciers et pelletiers (1609) et enfin des maçons (1611).
Parallèlement, il occupe différents postes administratifs à la ville de Huy, alors en principauté de Liège, dont finalement celui de « rentier » (contrôleur des impôts).
Il agresse un de ses opposants politiques, est emprisonné à Huy puis à Liège avant d'être condamné à l'exil. De retour à Huy, il y meurt assassiné vers 1630, tué de plusieurs coups d'épée et de tirs de mousquet. 

### Vie privée
Denis Coppée épouse Isabelle Wignarre (ou Vignart) avec laquelle il a cinq enfants nés entre 1610 et 1618, Sophie, Jean, Martin, Denis et Pierre.

## Œuvre
- La tres-saincte et admirable vie de madame saincte Aldegonde patronne de Maubeuge. Tragecomedie., Liège : chez Christian Ouwerx le jeune, 1622
- Chansons spirituelles..., Rouen : chez Raphaël du petit Val, libraire imprimeur ordinaire du Roy [Liège : Christian Ouwerx], 1622
- Les muses francoises avec les occupations de chacune d’icelles, Rouen: chez Raphael du petit Val [Liège: Christian Ouwerx], 1623
- L’exécrable assassinat perpétré par les janissaires en la personne du sultan Osman empereur de Constantinople, avec la mort de ses plus favoris. Tragédie, Rouen, Raphael du Petit Val, 1623 (lire en ligne).
- La sanglante et pitoyable tragedie de nostre sauveur et redempteur Iesus-Christ, Poëme melangé de devotes meditations, figures, complaintes de la glorieuse Vierge, de la Magdalene, & de Sainct Pierre. Avec quinze sonnets en memoire des quinze Effusions de nôtre Sauveur, Liège : chez Leonard Streel, imprimeur iuré, 1624
- Tragedie de S. Lambert patron de Liege. Dediée à Son Alteze Serenissime..., Liège : par Leonard Streel, imprimeur iuré, 1624
- Chant triomphal de la victoire a iamais memorable de Statlo obtenuë le 6. d’Aoust l’An M.D.XXIII. par le Comte de Tserclaes de Tilly..., Liège : par Leonard Streel, imprimeur iuré, 1624
- La sanglante bataille d’entre les imperiaux et Bohèmes données au parc de l’Estoille la reddition de Prague... Tragedie, Liège : chez Leonard Streel, 1624
- Miracle de Nostre Dame de Cambron arrivé en l'an 1326, le 8 avril, représenté en la présente Action, faicte par D. C. à l'honneur de la glorieuse Mère de Diev, A Namur : de l'imprimerie de Iean van Milst imprimeur juré, 1647